# Осіна-Мала (Нижньосілезьке воєводство)
Осіна-Мала (пол. Osina Mała) — село в Польщі, у гміні Зембіце Зомбковицького повіту Нижньосілезького воєводства. Населення — 54 особи (2011).
У 1975-1998 роках село належало до Валбжиського воєводства.

## Демографія
Демографічна структура станом на 31 березня 2011 року:
|          | Загалом | Допрацездатний вік | Працездатний вік | Постпрацездатний вік |
| -------- | ------- | ------------------ | ---------------- | -------------------- |
| Чоловіки | 26      | 4                  | 19               | 3                    |
| Жінки    | 28      | 4                  | 19               | 5                    |
| Разом    | 54      | 8                  | 38               | 8                    |